# Joan Barbarà i Gómez
Joan Barbarà i Gómez   (Barcelona, 1927 - Barcelona, 7 de desembre de 2013) va ser un gravador i pintor català.
Deixeble d'Édouard Chimot, començà a exposar el 1944 i practicà tota mena de gravat al taller de Francesc Mèlich. La seva primera exposició individual, de pintura i de gravat, va fer-la a les Galeries Laietanes de Barcelona el 1957. Aquell mateix any marxà a París becat pel Cercle Maillol de l'Institut Français, i freqüentà l'acadèmia de la Grande Chaumière. Treballà amb el gravador català Lluís Bracons —amb qui fundà l'Atelier de Recherches Plàstiques et Techniques Calcographiques quan rondava els trenta anya— i als tallers Leblanc i Lacourière-Fréault, entre d'altres, i pels litògrafs Mourlot. A París tingué l'oportunitat d'estampar gravats de Matisse, Picasso, Miró i altres artistes de primer ordre.
De nou a Barcelona el 1966 s'integrà al taller Gustau Gili fins a l'any 1975, estampant obres també de notables artistes, tasca que continuà al seu propi taller, on treballà molt per a les edicions d'Aimé Maeght.
L'obra personal de Barbarà ha estat sempre la d'un artista molt personal que ha posat els seus grans coneixements tècnics al servei d'una intensa creativitat. Començà dins un estil clàssic, com els aiguaforts que il·lustren el llibre El Collsacabra de Joan Triadú (c 1952-53), però ha anat evolucionant cap a un estil propi on la petjada de les avantguardes és ben evident, sempre però amb una forta base d'ofici i una gran independència estètica. De les seves realitzacions cal destacar els aiguaforts per a la traducció que Carles Riba va fer de La cançó d'amor i de mort del corneta Christoph Rilke de Rainer Maria Rilke (1965), el recull La masia (1986) -les matrius calcogràfiques del qual es conserven a la Unitat Gràfica de la Biblioteca de Catalunya-, Empúries, inici d'un retorn amb textos seleccionats per Alexis Eudald Solà (1992) -la maqueta i materials preparatoris són també a aquesta institució- o De París a Olot editat per la Fundació Xavier Nogués (2005), que li va fer un homenatge.
A part de les edicions de bibliofília ha realitzat també molts gravats independents i la seva obra com a pintor té la mateixa gran qualitat que la de gravador, per bé que sempre quedà en un segon pla arran de l'èxit del seu treball en aquesta darrera disciplina.
Fou membre numerari de la Reial Acadèmia Catalana de Belles Arts de Sant Jordi de la que passà a ser supernumerari el 2011. També fou membre del patronat de la Fundació Pilar i Joan Miró, institució amb la qual col·laborà tot realitzant tallers de gravat a Son Boter i a la qual donà una centena d'obres —proves de gravat, maquetes i planxes— fruit de la seva col·laboració amb Joan Miró entre 1976 i 1982.
Durant els anys 2014 i 2015, la Biblioteca de Catalunya va adquirir les matrius i estampes calcogràfiques, realitzades per l'artista en el seu Taller Calcogràfic de Barcelona; esbossos i dibuixos originals; així com maquetes i llibres de bibliòfil.